# Lista de deputados estaduais do Amazonas da 13.ª legislatura
Essa é uma lista de deputados estaduais do Amazonas eleitos para o período 1995-1999.

## Composição das bancadas
| Partido | Líder                         | Bancada | Posição      |
| ------- | ----------------------------- | ------- | ------------ |
| PPR     | Omar Aziz                     | 7 / 24  | Governo      |
| PMDB    | Miquéias Fernandes            | 5 / 24  | Governo      |
| PTB     | Raymundo Nonato Lopes         | 3 / 24  | Governo      |
| PFL     | Belarmino Lins                | 2 / 24  | Governo      |
| PP      | Risonildo Carneiro de Almeida | 1 / 24  | Governo      |
| PSD     | Márcia Cristina Oliveira      | 1 / 24  | Independente |
| PCdoB   | Eron Bezerra                  | 1 / 24  | Oposição     |
| PRP     | Joaquim Francisco Corado      | 1 / 24  | Independente |
| PSDB    | Valdenor Pontes Cardoso       | 1 / 24  | Governo      |
| PMN     | João Mendes da Fonseca Jr     | 1 / 24  | Oposição     |
| PSB     | Ademar Vieira Marques         | 1 / 24  | Oposição     |

## Deputados estaduais
| Número | Deputados estaduais eleitos         | Partido | Votação | Percentual | Cidade onde nasceu | Unidade federativa |
| 11194  | Omar Aziz                           | PPR     | 18.536  | 3,00%      | Garça              | São Paulo          |
| 15116  | Antônio Cordeiro                    | PMDB    | 16.851  | 2,73%      | Rio Branco         | Acre               |
| 11123  | Ronaldo Tiradentes                  | PPR     | 16.648  | 2,69%      | Manaus             | Amazonas           |
| 11125  | Darcy Humberto Michiles             | PPR     | 13.286  | 2,15%      | São Paulo          | São Paulo          |
| 11110  | Lupércio Ramos                      | PPR     | 12.685  | 2,05%      | Tonantins          | Amazonas           |
| 15111  | Miquéias Fernandes                  | PMDB    | 10.871  | 1,76%      | Boa Vista          | Roraima            |
| 15105  | Miguel Capobiango Neto              | PMDB    | 10.118  | 1,64%      | Rio de Janeiro     | Rio Grande do Sul  |
| 11117  | Wilson Santos                       | PPR     | 9.701   | 1,57%      | Novo Airão         | Amazonas           |
| 39119  | Dr. Risonildo Carneiro de Almeida   | PP      | 9.615   | 1,56%      | Santarém           | Pará               |
| 15113  | Sebastião da Silva Reis (Sabá Reis) | PMDB    | 8.366   | 1,35%      | Parintins          | Amazonas           |
| 14001  | Raymundo Nonato Lopes               | PTB     | 8.334   | 1,35%      | Manaus             | Amazonas           |
| 25112  | Professor Maneca Chaves             | PFL     | 8.190   | 1,33%      | Manaus             | Amazonas           |
| 41123  | Márcia Cristina Oliveira da Costa   | PSD     | 7.996   | 1,29%      | Coari              | Amazonas           |
| 65111  | Eron Bezerra                        | PCdoB   | 7.981   | 1,29%      | Boca do Acre       | Amazonas           |
| 25109  | Belarmino Lins                      | PFL     | 7.760   | 1,26%      | Fonte Boa          | Amazonas           |
| 11111  | Francisco de Assis Farias (Bambolê) | PPR     | 7.345   | 1,19%      | Óbidos             | Pará               |
| 15117  | Roberto Rui                         | PMDB    | 7.218   | 1,17%      | Borba              | Amazonas           |
| 11112  | Liberman Moreno                     | PPR     | 7.135   | 1,15%      | Jutaí              | Amazonas           |
| 44144  | Joaquim Corado                      | PRP     | 6.728   | 1,09%      | Amaturá            | Amazonas           |
| 45113  | Valdenor Pontes Cardoso (Bolacha)   | PSDB    | 6.719   | 1,09%      | Parintins          | Amazonas           |
| 14028  | Geraldo Medeiros                    | PTB     | 5.115   | 0,83%      | Solânea            | Paraíba            |
| 33144  | João Mendes Jr (Janjão)             | PMN     | 5.088   | 0,82%      | Manaus             | Amazonas           |
| 14100  | Roberto Sabino                      | PTB     | 4.870   | 0,79%      | Manaus             | Amazonas           |
| 40222  | Ademar Vieira Marques               | PSB     | 4.170   | 0,67%      | Itacoatiara        | Amazonas           |